# María Luisa de Saboya (1729-1767)
María Luisa Gabriela de Saboya (en italiano, Maria Luisa Gabriella di Savoia; Turín, 25 de marzo de 1729-Chieri, 22 de junio de 1767) fue una princesa de Cerdeña, hija del rey Carlos Manuel III de Cerdeña y de su segunda esposa, la landgravina Polixena de Hesse-Rotenburg.

## Primeros años
Nació en el Palacio Real de Turín, siendo el tercer vástago pero la segunda hija del rey Carlos Manuel III de Cerdeña y de su segunda esposa, la landgravina alemana Polixena de Hesse-Rotenburg. Sus padres tenían un matrimonio relativamente feliz y recibió el nombre de su tía paterna, María Luisa Gabriela de Saboya, reina de España.
Entre sus primos maternos, se encontraban Víctor Amadeo II, príncipe de Carignano, y la futura princesa de Lamballe. Sus primos paternos eran los reyes Fernando VI de España y Luis XV de Francia.

## Posible matrimonio
Al igual que su hermana mayor, Leonor, María Luisa fue propuesta como una posible novia para Luis, delfín de Francia, hijo mayor del rey Luis XV de Francia, que a su vez era su primo hermano.
Sin embargo, el matrimonio nunca se materializó, ya que el delfín, tras negociaciones con la corte española se casó con la infanta María Teresa Rafaela de España, una hermana mayor de su cuñada, María Antonia, en 1744.
Sus dos sobrinas, María Josefina y María Teresa, se casarían con dos de los hijos del delfín Luis.

## Muerte
Al igual que sus hermanas, permanecería soltera, decidiendo convertirse en monja en la Orden de San Benito. En abril de 1766, la princesa se retiró al convento de San Andrés en Chieri. Su muerte prematura le impidió tomar los votos monásticos. María Luisa murió el 22 de junio de 1767 y fue enterrada en el convento. Su padre murió en 1773 y su hermano mayor, Víctor Amadeo de Saboya, lo sucedió como rey como Víctor Amadeo III. 
El 22 de marzo de 1811, los restos de María Luisa fueron trasladados a la capilla del cementerio de la Iglesia de San Jorge en Chieri. Finalmente el 16 de septiembre de 1823, por decreto de su sobrino, el rey Carlos Félix, los restos de la princesa fueron trasladados a la Basílica de Superga en Turín.